# Gangsta Funk
Gangsta Funk — другий студійний альбом американського реп-гурту 5th Ward Boyz, виданий 22 лютого 1994 р. лейблами Rap-A-Lot Records та Underground Records. «Ghetto Curse Words» і «Same Ol'» раніше випустили на попередній платівці Ghetto Dope.
Виконавчі продюсери: Джеймс Сміт, Дьюї Форкер. Арт-дирекція: Патрік Ніксон. Фото: Шейла Прі. Продюсер (№ 1, 2, 4, 8), звукорежисер, мастеринг, зведення: Майк Дін. Продюсер (№ 3, 5-8): N.O. Joe. Мастеринг: Дьюї Форкер. Продюсери (№ 1), помічники звукорежисера, мастеринг: 5th Ward Boyz. Продюсер (№ 4): Джон Байдо.

## Список пісень
1. «Once Again It's On» — 4:33
2. «Lo Life in the Street» — 4:29
3. «Gangsta Funk» (з участю N.O. Joe) — 4:34
4. «Ghetto Curse Words» — 2:09
5. «Underground G's» (з участю 5th Ward Juvenilez, Brie Duce, Gotti та Kaos) — 6:45
6. «Same Ol'» — 3:11
7. «Reason» — 5:03
8. «Funk» — 4:08

## Чартові позиції
| Чарт (1994)               | Найвища позиція |
| ------------------------- | --------------- |
| США                       | 105             |
| US Top R&B/Hip-Hop Albums | 13              |